# Meesteres van de Twee Landen

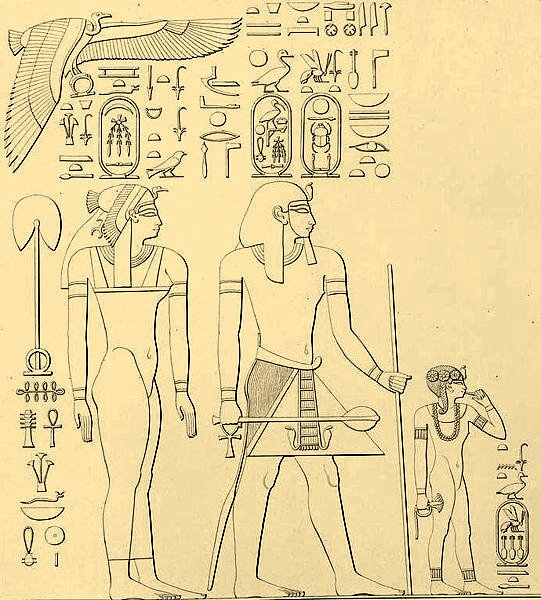
Meesteres van de Twee Landen, koningin Ahmose, haar echtgenoot Thoetmosis I, en hun oudste dochter Nefroebiti.

Meesteres van de Twee Landen (hnwt-t3wy) of meesteres van de Landen, ook vrouwe van de (Twee) Landen (nb. t-t3wy), (nbt-t3wy), was een koninklijke titel die in het oude Egypte werd verleend aan de vertegenwoordigster van de vrouwelijke zijde van het faraoschap, om aldus haar gezag over zowel Opper- als Neder-Egypte te doen gelden.

## Historie
De titel meesteres van de Twee Landen (hnwt-t3wy) wordt geattesteerd vanaf de 12e dynastie van Egypte. De eerste draagster ervan is waarschijnlijk koningin Neferet II, de dochter van Amenemhat II en gemalin van Senoeseret II. De titel werd verder ook gedragen door de koninginnen Chenemetneferhedjet I, Khenemetneferhedjet II en Hetepi (mogelijk een gemalin van Amenemhet III). 
Vanaf de 18e laat 17e dynastie van Egypte komt de titel voor in de vorm van vrouwe van de Twee Landen (nbt-t3wy), voor het eerst geattesteerd bij koninklijke vrouwe en godsvrouw (hmt-ntr) Sit-ir-bau, die wordt afgeschilderd in het graf van Khabeknet. De uitdrukkelijke benaming meesteres van Opper- en Neder-Egypte (hnwt-Shm’w-mhw) komt voor in de 18e en 19e dynastie.
De titel meesteres van de Hele Twee Landen (hnwt-t3wy-tm) komt bij de grote koninklijke vrouwen vanaf de 20e dynastie van Egypte voor bij Ahmose-Meritamon. Na haar wordt het weer even (het eerst bij Ahmose, de moeder van Hatsjepsoet) meesteres van de Twee Landen (hnwt-t3wy), zoals ook bij Hatsjepsoet zelf.  Koningin Tiaa droeg echter opnieuw de titel meesteres van de Hele Twee Landen (hnwt-t3wy-tmw). Koningin Teye droeg dan weer de kortere titel meesteres van de Twee Landen (hnwt-t3wy). Isetnofret, een bijvrouw van Ramses II droeg de langere titel meesteres van de Hele Twee Landen (hnwt-t3wy-tm). Maar de Hittietische prinses Maathorneferure had de titel meesteres van de Twee Landen (hnwt-t3wy).
In de 25e dynastie van Egypte was de titel gangbaar als vrouwe van Opper- en Neder-Egypte (hnwt-Sm'w-mhw).